# Base aérienne de Matsushima
La base aérienne de Matsushima (松島基地, Matsushima Kichi) (code OACI : RJST) est un aérodrome militaire de la Force aérienne d'autodéfense japonaise (JASDF) situé à Higashimatsushima, à 12,2 km à l'ouest d'Ishinomaki, dans la préfecture de Miyagi, au Japon. Siège de la 4e escadre aérienne, la base est principalement utilisée pour l'entraînement et abrite le 21e escadron d'entraînement de chasse, actuellement équipé de chasseurs Mitsubishi F-2B. C'est également la base de l'équipe de démonstration acrobatique Blue Impulse de la JASDF.

## Histoire
La base a été créée le 7 juin 1937 comme base du service aérien de la marine impériale japonaise pendant la deuxième guerre sino-japonaise. Le Matsushima Naval Air Group était une unité basée à terre équipée de bombardiers Mitsubishi G3M et Mitsubishi G4M et a participé à la bataille d'Okinawa pendant la Seconde Guerre mondiale. La base a été bombardée cinq fois au cours des dernières phases de la guerre, les 14 juillet, 15 juillet, 17 juillet, 9 août et 10 août 1945.
Au début de l'après-guerre, les forces d'occupation américaines ont commencé à relancer l'armée japonaise avec la création des Forces de sécurité nationale. En 1954, le « Camp Matsushima » fut rebaptisé « Matsushima Air Field » et les opérations d'entraînement de la jeune Force aérienne d'autodéfense japonaise commencèrent à utiliser des avions d'entraînement nord-américains T-6 Texan.
En 1971, un F-86F Sabre en mission d'entraînement depuis cette base est entré en collision avec le vol 58 d'All Nippon Airways, causant 162 morts.
Lors du tremblement de terre et du tsunami de Tōhoku de 2011, la base a été inondée par l'eau de mer et dix-huit Mitsubishi F-2B appartenant au 21e escadron, ainsi que d'autres avions, ont été endommagés ou détruits,.

## Unités

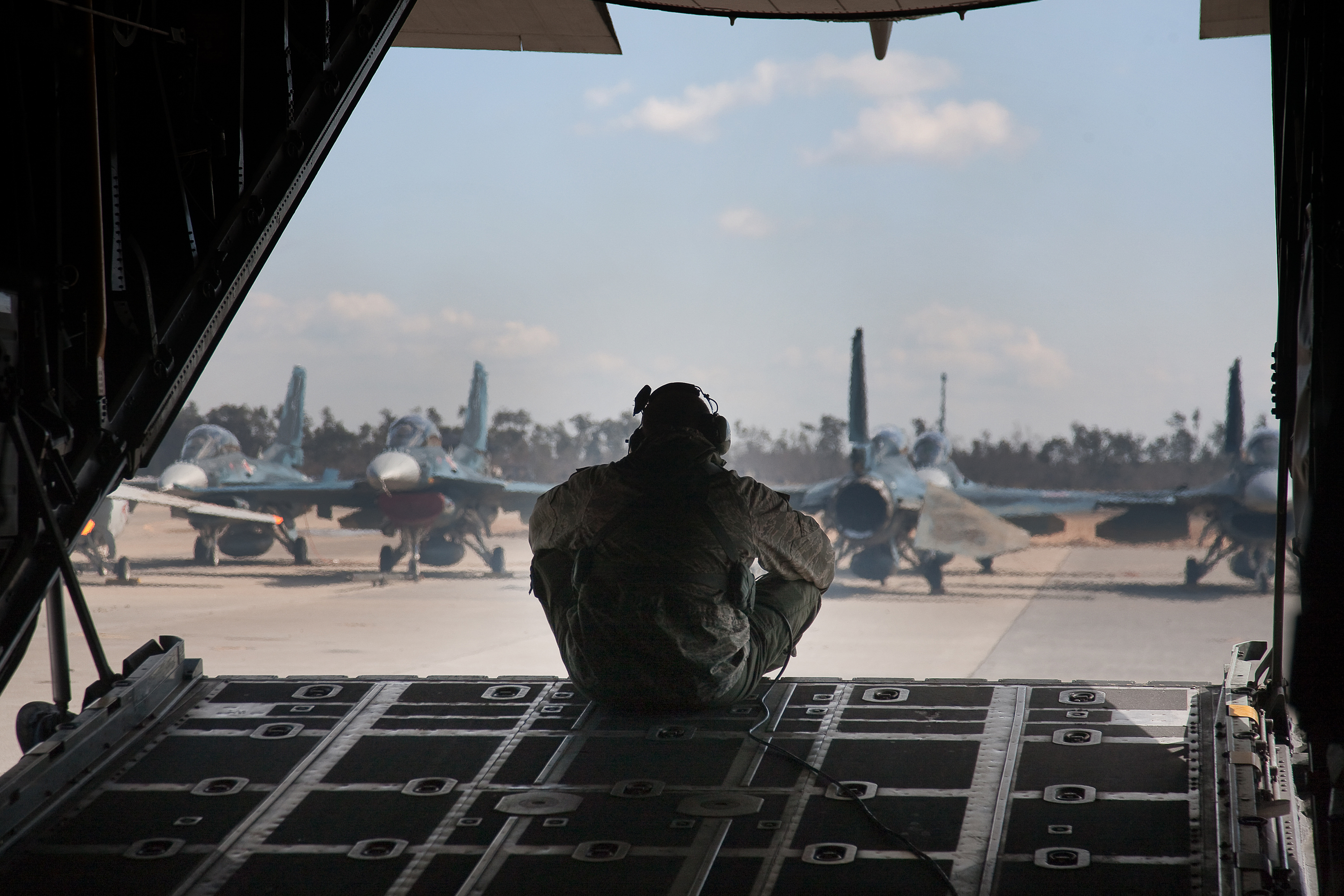
Le sergent-chef Ramon Mortensen examine un avion F-2B endommagé après l'atterrissage Séisme et tsunami de Tōhoku en 2011

La base aérienne accueille le commandement de l'entraînement aérien ainsi que la 4e escadre aérienne. Cette dernière comprend notamment le 21e escadron d'entraînement de chasseurs, équipé de F-2B, et le 11e escadron, avec sa patrouille acrobatique Blue Impulse, opérant sur Kawasaki T-4. La base abrite également un détachement de l’escadre de sauvetage aérien de Matsushima, doté d’hélicoptères UH-60J et d’avions U-125A spécialisés dans les missions de recherche et de sauvetage.